# SK Semily
SK Semily je fotbalový klub ze Semil, od sezóny 2015/2016 účastník Divize C. Byl založen v roce 1904

## Historie
Klub byl založen v roce 1904 semilskými studenty jako FK Semily. Klub odehrál několik přátelských utkání s okolními kluby. V roce 1914 byla ale činnost klubu díky probíhající 1. světové válce do roku 1922 utlumena. Od roku 1922 nastupujeje klub v Pelikánově župě do nižších soutěží. V sezóně 1935/1936 dokonce klub Pelikánovu župu vyhrál. Během 2. světové války šla ale sportovní klání stranou a klub sestupuje.
Po roce 1949, v rámci kolektivizace sportu v zemi, došlo ke sloučení s městským rivalem SK Podmoklice (TJ PBZ Semily) a změně jména na DSO Jiskra Semily, později pak na TJ Jiskra Semily. Klub se zpravidla účastní krajského přeboru. v roce 1954 byl sloučen s dalším semilským klubem - Spartakem a postupuje do divize, ze které ale po roce sestoupil. Mezi krajským přeborem a divizí osciloval klub celá 50. a 60. léta.
Od roku 1970 vystupuje klub pod novým jménem Kolora Semily, ale stále na rozhraní krajského přeboru a divize, a to až do začátku 90. let, kdy klub sestupuje až do I.A třídy, ale od sezńy 1995/1996 zase klub stoupal a to dokonce tak, že v sezóně 1999/2000 dosáhl klub historického úspěchu, když po vítězství v Divizi C postoupil do 3. nejvyšší soutěže - ČFL.
V ČFL se klub pohyboval ve středu tabulky. Klub soutěž vydržel hrát 5 ročníků a tak sezóně 2004/2005, kdy je finančně zdecimován, končí poslední a sestupuje, a to dokonce až do krajského přeboru. Od té doby hraje klub stále na úrovni Divize či kraského přeboru.